# Bílý Potok
Bílý Potok är en ort i Tjeckien. Den ligger i den norra delen av landet, 100 km nordost om huvudstaden Prag. Bílý Potok ligger 435 meter över havet och antalet invånare är 639.
Terrängen runt Bílý Potok är huvudsakligen kuperad, men åt nordväst är den platt. Bílý Potok ligger nere i en dal. Runt Bílý Potok är det ganska glesbefolkat, med 43 invånare per kvadratkilometer. Närmaste större samhälle är Liberec, 16,6 km sydväst om Bílý Potok. I omgivningarna runt Bílý Potok växer i huvudsak blandskog.